# Rossmoyne, Ohio
Rossmoyne är en ort i Hamilton County i delstaten Ohio, USA.